# Museo della ceramica (Caltagirone)
Il Museo della ceramica di Caltagirone è un museo regionale della Sicilia, il quale è specializzato nell'esposizione di reperti di ceramiche realizzate in Sicilia a partire dalla preistoria. Assieme al Museo di Faenza, è il più importante d’Italia per  la documentazione dell'arte ceramica.
Il Museo espone una vasta raccolta di ceramiche, circa 2.500 reperti, che forniscono al visitatore un'ampia visione della storia dell'arte ceramica dal IV millennio a.C. all'età contemporanea.

## La sede
Il museo è ospitato in un edificio con costruzione datata negli anni cinquanta, il cui ingresso è preceduto da un portico ad arcate sostenute da pilastri e colonne. Nel 1965, venne inaugurato come sede museale, dopo interventi di restauro.
L'itinerario di accesso è in via Roma, l'antica strada regia Maria Carolina, aperta nel Settecento per creare un collegamento tra la parte vecchia della città e la zona nuova di Santa Maria del Gesù. Il percorso di via Roma, che fiancheggia il Giardino pubblico, è delimitato da una balaustra con raffinate e fantasiose decorazioni in maiolica che accompagnano il visitatore fino al Teatrino, una scalinata a terrazza decorata con mattonelle in ceramica del Settecento (ideata dall'architetto siracusano Natale Bonajuto); in cima ad essa si erge il Museo della Ceramica.

## La collezione del Museo
Il Museo s'articola in sette sezioni:
- Sala didattica: offre una panoramica della produzione ceramica dalla preistoria ai nostri giorni. Di rilievo un cratere del V secolo a.C., decorato a figure rosse, che raffigura la bottega di un vasaio al lavoro sotto protezione della dea Atena che fu ritrovato all'interno di una fornace attiva a Caltagirone in età greca.
- Ceramica preistorica, protostorica, sicula, siceliota, greca e bizantina. La sala espone molti manufatti dell'eneolitico provenienti da Sant'Ippolito, quali il vaso mistiforme e la fiaschetta, dalle contrade Angelo, Moschitta, Balchino e da località al di là del Salso. Inoltre è visibile la grande tomba del V secolo a.C. rinvenuta in via Escuriales ed il chiusino tombale in calcare con sfingi attergate e scena di danza funebre in rilievo, trovato nella necropoli di Monte San Mauro, del VI secolo a.C. Vi sono esposte inoltre ceramiche greche a figure nere e rosse, terrecotte ellenistiche e vetri romani della collezione Russo-Perez.
- Patio riservato ai modellini di forni medievali. Sono visibili le riproduzioni in scala di due delle quattro fornaci medievali rinvenute nel 1960 ad Agrigento (modellini del prof. Antonino Ragona). La prima fornace è del periodo normanno, la seconda d'epoca angioino-aragonese.
- Ceramica medievale. Nella sala sono esposte ceramiche siculo-arabe  e normanne dal X al XV secolo. Fra le più antiche quelle ben documentate rinvenute ad Ortigia, nell'area del Tempio d'Apollo, dove si trovavano fornaci per la produzione ceramica in età medievale. Da notare: una ciotola del X secolo, con invetriatura piombifera e decorazione dipinta in giallo, verde e bruno; ciotole in protomaiolica decorate in bruno e verde o in policromia del XIII secolo, ed un terzo gruppo decorato in bruno del XIV secolo; e poi brocche, anfore e boccali. Le brocchette sono dotate di un particolare filtro all'attacco del collo, forse per le impurità dell'acqua dei pozzi. Nei reperti a partire dal XV secolo l'invetriatura del rivestimento delle ceramiche diviene più brillante e corposa, assumendo le caratteristiche dello smalto. Da questo secolo vengono definite maioliche. Di tale periodo sono ciotole decorate in monocromia in blu con motivi fitomorfi, piatti decorati in blu e lustro con motivi floreali.
- Ceramica rinascimentale. Sono esposte maioliche per la mensa o per la conservazione dei cibi e decorate in blu, blu e verde o blu e giallo, prevalentemente di produzione di Caltagirone; coppe e ciotole con motivi vegetali e floreali e numerose maioliche del XVII secolo.

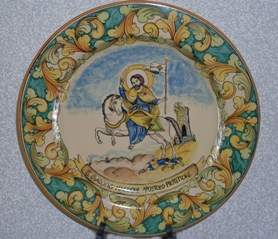
Piatto in ceramica ritraente San Giacomo, santo patrono della città

- Ceramica barocca. Si trovano anfore da sacrestia e acquasantiere con applicazioni plastiche, del XVII secolo con soggetti vegetali, animali e piccole figure di santi.
- Grande sala con panoramica di tutta la maiolica siciliana dal XVII al XIX secolo. Nelle vetrine pregevoli vasi, albarelli, bombole che raffigurano angeli, santi, stemmi e profili femminili. Pregevoli lucerne antropomorfe e maioliche con decorazioni in smalto blu turchino. Inoltre pavimenti maiolicati, grandi vasi ornamentali in maiolica e mattonelle segnaporta smaltate. Ed originali scaldamani in maiolica del XVII secolo a forma di pesce o di tartaruga. Infine, ceramiche d'autore, fra cui le terrecotte settecentesche di Giacomo Bongiovanni (1772-1859): la Natività, la Bottega del Ciabattino, lo Zampognaro e i Suonatori Ciechi. Il presepe di Giuseppe Vaccaro Bongiovanni ed il gruppo in terracotta raffigurante una lite fra nuora e suocera. Completano l'esposizione altri gruppi figurati di Giuseppe Vaccaro e di Giuseppe Failla, in particolare l'opera raffigurante San Giacomo Maggiore Apostolo.

Il Museo della Ceramica fornisce anche un servizio didattico di approfondimento, con l'uso di apparecchi audiovisivi e multimediali.